# Comté de Queens (Nouvelle-Écosse)
Pour les articles homonymes, voir Comté de Queens.

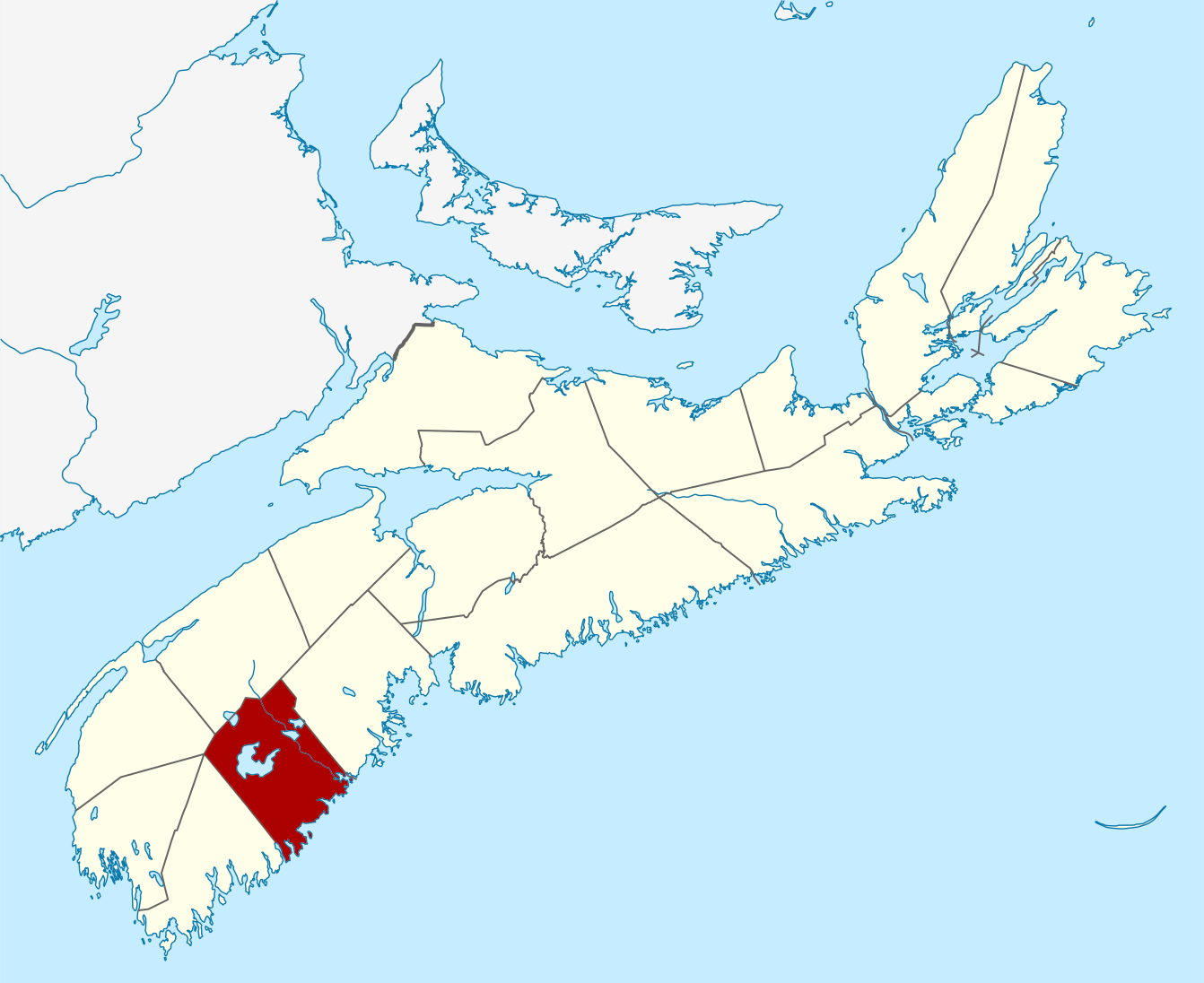
Localisation du comté de Queens

Le comté de Queens est un comté canadien situé dans la province de la Nouvelle-Écosse.
Il comprend la municipalité régionale de Queens et deux réserves indiennes : Ponhook Lake 10 et Wildcat 12.

## Démographie
| 2001   | 2006   | 2011   | 2016   |
| ------ | ------ | ------ | ------ |
| 11 723 | 11 212 | 10 960 | 10 351 |